# 세계광엑스포주제관
세계광엑스포주제관은 2010년 4월 2일부터 2010년 5월 9일까지 개최된 광주세계광엑스포를 개최하기 위하여 설립한 관람시설이다. 광주광역시 서구 치평동 1163-2에 위치하고 있다.

## 시설

### 1층
- 전시관 : 누구나 관람이 가능한 공간으로 총 20점의 시(市) 지정 문화재 사진 전시
- 이용시간
  - 평일 : 09:00 ~ 20:00
  - 주말(휴일) : 09:00 ~ 18:00

### 2층
- 영상관 : 3D 입체영화 및 디지털 애니메이션 상영이 이루어지는 247석 규모의 극장
- 관람대상 : 전체관람가
- 단체관람 : 20명 이상 전화예약
- 상영시작 30분 전부터 입장 가능

### 3층
- 운영사무실 : 세계광엑스포주제관의 운영을 담당

### 빛(음악) 분수
- 운영기간 : 5월 ~ 10월
- 운영시간
  - 평일 : 10:00 ~ 10:40, 14:00 ~ 14:40, 16:30 ~ 17:10(음악분수)
  - 주말(휴일) : 10:00 ~ 10:40, 14:00 ~ 14: 40, 17:00 ~ 17:40(음악분수), 18:30 ~ 19:10(워터스크린)
- 분수종류 : 트럼펫, 팀파니, 첼로, 바이올린 등

## 같이 보기
- 광주정보문화산업진흥원
- 광주영상복합문화관
- 광주광역시